# I Want Tomorrow
I Want Tomorrow – pierwszy singiel z debiutanckiego albumu irlandzkiej wokalistki i kompozytorki Enyi, wydany w 1987 i w 1992 r. nakładami wytwórni Edelton / PolyGram na licencji BBC.

## Historia wydania
Po sukcesie, jakim okazał się nakręcony na zamówienie BBC serial dokumentalny The Celts, do którego Enya, wraz z Nickym i Romą Ryanami napisali ścieżkę dźwiękową, kierownictwo brytyjskiej telewizji publicznej zdecydowało się wydać zestaw 16 utworów na albumie zatytułowanym pseudonimem artystki, który stał się tym sposobem jej solowym debiutem. Chcąc wzmocnić sprzedaż i zainteresowanie wydawnictwem w Europie, w rok po ukazaniu się albumu wytwórnia Edelton (rynek niemiecki i brytyjski) komercjalizuje osobnym wydawnictwem „I Want Tomorrow”, jedyny utwór z albumu z tekstem angielskim. W 1992 r., przy okazji premiery innych wydawnictw Enyi w Australii, PolyGram Australia również wydaje lokalną wersję singla.
Przy okazji reedycji pierwszego albumu Enyi w 1992 r. (tym razem pod serialowym tytułem The Celts), Roma Ryan podsumowała utwór lakonicznym opisem „Myśli o teraźniejszości...”.